# Togarma evelinae
Togarma evelinae är en plattmaskart som beskrevs av Ernst Marcus 1949. Togarma evelinae ingår i släktet Togarma och familjen Nematoplanidae. Inga underarter finns listade i Catalogue of Life.